# Masahiko Kimura

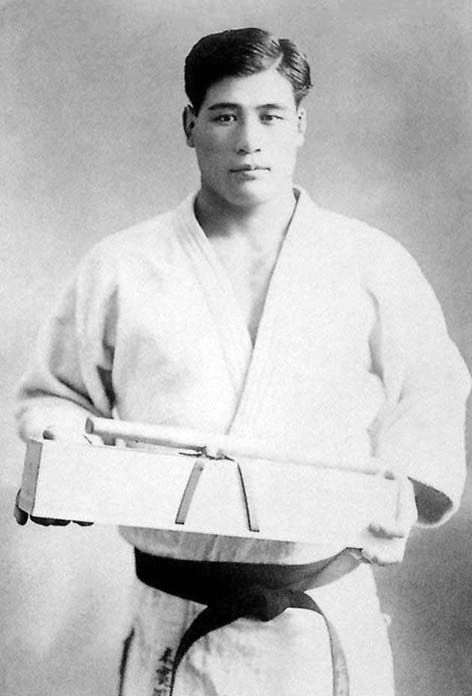
Masahiko Kimura

Masahiko Kimura (japanska: 木村政彦), född 10 september 1917, död 18 april 1993. En av Japans mest framgångsrika judoutövare i början och mitten av 1900-talet. Han vann många titlar i judo men även i form av allkampsmatcher, även kallat valetudo i Brasilien. Mest känd inom valetudon är han för vinsten över BJJ- och valetudomästaren Helio Gracie på 50-talet. Han vann med ett så kallat skulderarmslås. Detta är nu så förknippat med Masahiko så det nu populärt kallas för kimura när man utför detta form av lås.